# Fehérbóbitás turákó
A fehérbóbitás turákó (Tauraco  leucolophus) a madarak osztályának turákóalakúak (Musophagiformes) rendjébe, ezen belül a turákófélék (Musophagidae) családjába tartozó faj. Korábbi rendszertanok, a család más tagjaival együtt a kakukkalakúak rendjével rokonították.

## Előfordulása
Kenya, Kamerun, a Közép-afrikai Köztársaság, a Kongói Demokratikus Köztársaság, Nigéria, Dél-Szudán, Szudán és Uganda területén honos.

## Megjelenése
Arca és homloka fekete, fején a bóbita, a tarkója és a nyaka fehér. Vörös szemgyűrűje van, csőre sárga.

## Életmódja
Gyümölcsökkel táplálkozik.